# Jaunalūksnes pagasts
Jaunalūksnes pagasts er en territorial enhed i Alūksnes novads i Letland. Pagasten havde 1.316 indbyggere i 2010 et 1.190 indbyggere i 2016 og omfatter et areal på 184,66 kvadratkilometer. Hovedbyen i pagasten er Kolberģis.